# Ostbevern
Ostbevern (plattdeutsch Austbiäwern) ist eine Gemeinde im Kreis Warendorf / Nordrhein-Westfalen.

## Geographie

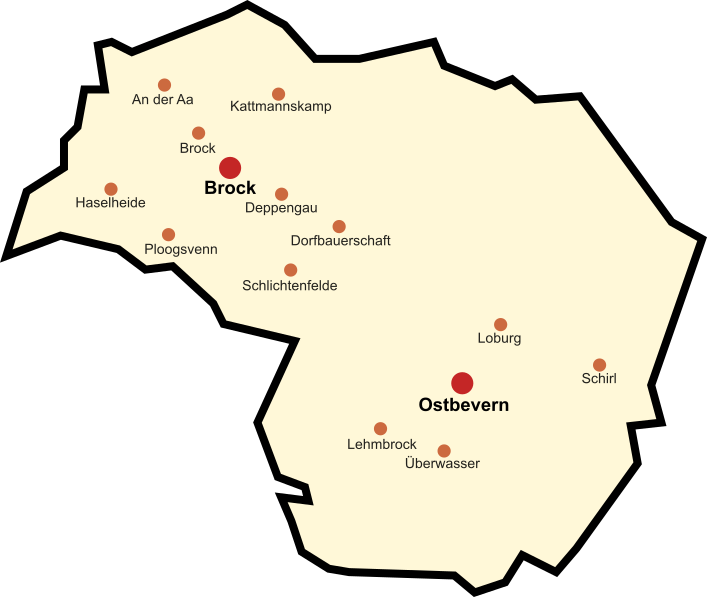
Ortsteile (rot) und Bauerschaften (orange) von Ostbevern

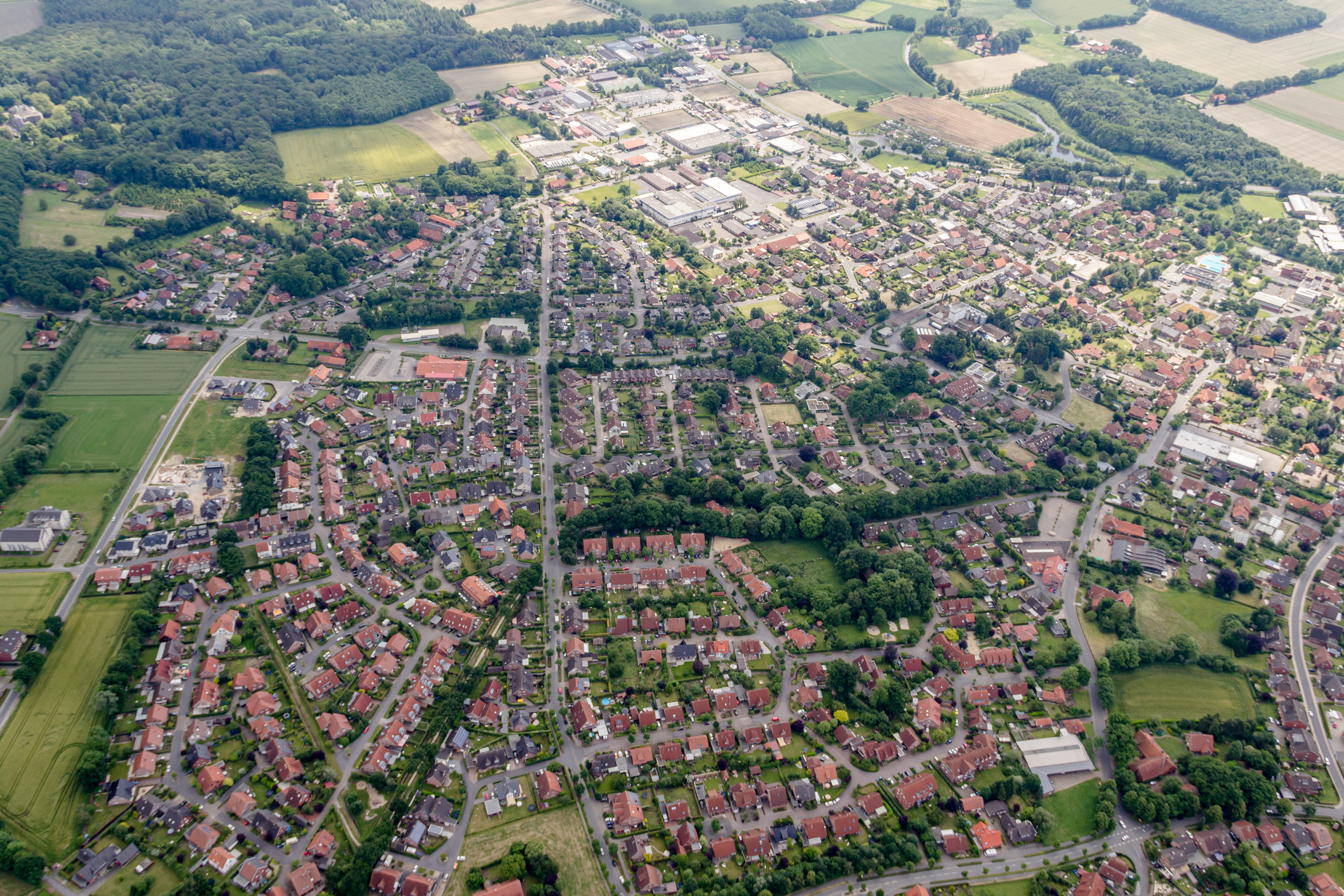
Luftaufnahme des Ortskerns von Ostbevern (2014)

Ostbevern liegt im Nordosten des Münsterlandes, etwa 20 km nordöstlich von Münster und 15 km nordwestlich von Warendorf an der Bever. Die nordöstliche Grenze bildet die Landesgrenze von Nordrhein-Westfalen zu Niedersachsen. Flüsse sind die Bever, die Aa. Bäche sind Wöstengosse, Langfortsbach, Breddewiesenbach, Frankenbach, Bockhorner Bach, Riedenbach. Der Gellenbach bildet eine fünf Kilometer lange Grenze zu Telgte; die Lütke Beeke die drei Kilometer lange Grenze zu Ladbergen. Wälder sind der Kattmanns Kamp, Loburger Park, Schirlheide, Hülsheide, Hülshorst. Flure sind: Schultenheide, Philippsheide, Schlichtenfeld, Schlangenbrink, Lilienvenn, Witthagen, Stoltebeensvenn, Rottwinkeler Heide, Brüskenheide, Pottheide, Wurzliche Heide.

### Naturschutz
Der Grünland-/Gehölzkomplex bei Ostbevern und die Brüskenheide sind Naturschutzgebiete. Die Fleiergosse soll im Landschaftsplan Ostbevern zu einem Biotop erklärt werden.

### Ortsteil
Der einzige Ortsteil ist Brock, welcher nicht mit der gleichnamigen umliegenden Bauerschaft verwechselt werden darf.

### Bauerschaften
- An der Aa
- Brock (sprich „Brook“): Bezeichnet die nördlichste Bauerschaft. Sie umschließt auch den Ort Brock. Brock kommt von Bruch.
- Deppengau
- Dorfbauerschaft: Bezeichnet die am Dorf liegende Bauerschaft. Sie liegt zwischen Lehmbrock und Brock. Im Zweiten Weltkrieg wurde hier eine Flakbatterie installiert, deren Unterstände und Unterkünfte noch sichtbar sind.
- Haselheide
- Kattmannskamp
- Lehmbrock (sprich „Lehmbrook“): Brock kommt von Bruch und bezeichnet eine lehmhaltigen Bruch.
- Loburg: Die Bezeichnung Lo-Hus oder Lo-Hof (mundartl. „lo“, wie das eng. „low“) besagt so viel wie niedrig, sumpfig, feucht. Dennoch besitzt die Bauerschaft, als Produkt einer Endmoräne, den höchsten Punkt Ostbeverns mit 64 m ü. NN. Dort findet man das Schloss Loburg sowie den Loburger Park.
- Ploogsvenn
- Schirl: Es ist die östliche Bauerschaft. „Schier loh“ setzt sich zusammen aus „schier“ im Sinne von „nur“ oder „ausschließlich“ und „loh“, wie niedrig, sumpfig, feucht. Durch die Entwässerung ist das Gebiet heute eine trockene Heidelandschaft.
- Schlichtenfelde
- Überwasser: Es ist vom Ortskern aus gesehen die südlichste Bauerschaft. Ihr Name stammt wahrscheinlich daher, dass sie trotz des jährlichen Hochwassers der Bever immer über Wasser lag. Nach einer anderen gängigen Theorie stammt der Name daher, dass man zum Erreichen der Bauerschaft die Bever überqueren musste, also über das Wasser musste.

### Nachbargemeinden
- Schwege als ein OT von Glandorf
- Schmedehausen als ein OT von Greven
- Moorsiedlung als OT von Ladbergen
- Kattenvenne als ein OT von Lienen
- Milte und Einen als ein OT von Warendorf
- Vadrup und Westbevern als OT von Telgte
- Telgte

## Geschichte
Ostbevern wurde erstmals um 1088 urkundlich unter dem Namen Beverne erwähnt. Ein in Bevern gelegener Hof (curtem in Beverne) wurde an das Kloster Iburg übertragen. Das Kirchspiel gehörte zum Hochstift Münster, vertreten durch die Herren von Bevern. 1608 stiftete Hermann Schenking aus dem Haus Bevern ein Armenhaus. Seit 1611 ist auf dem Kirchhof ein Schulgebäude belegt. Der Dreißigjährige Krieg traf auch Ostbevern schwer. 1636 wurde das Dorf von schwedischen Truppen besetzt, die große Zerstörungen anrichteten. Generalleutnant Peter Melander von Holzappel hat sich in das Pfarrhaus einquartiert, was er „zum Dank“ in Brand stecken ließ.
Nach dem Reichsdeputationshauptschluss fiel die Gemeinde zunächst an das Königreich Preußen, dann an das Großherzogtum Berg und gehörte der Kanton Ostbevern ab 1811 als ein Teil des Département de l’Ems-Supérieur dem französischen Kaiserreich an. 1811 wurden unter dem Maire Friedrich Clemens von Beverförde mit Hilfe von 300 Mann und 15 zweispännigen Wagen die Hauptstraße und Teile der heutigen Bundesstraße 51 gebaut. Sie war Teil der „routes impériale“ N 3: Paris–Lüttich–Wesel–Hamburg, einer Haupttrasse im französischen Kaiserreich. 1812 erhielt Ostbevern eine Poststation, die Saxenrast.
Infolge des Wiener Kongresses kam Ostbevern endgültig zu Preußen. Verwaltungsmäßig wurde es 1816 in den Kreis Warendorf im Regierungsbezirk Münster eingegliedert. 1841 erhielt Ostbevern durch die Westfälische Landgemeindeordnung eine Amtsverwaltung (Amt Ostbevern). Zwischen 1906 und 1908 wurden die Chaussee von Ostbevern zum Bahnhof Brock und die Wege nach Lienen und Warendorf ausgebaut. Am 28. Juni 1910 wurde das Luftschiff LZ 7, kurz vor seinem Absturz am Limberg bei Iburg, über Ostbevern von 14:00 bis 16:30 Uhr gesichtet, als es in ein Unwetter geraten war. Am 9. August 1936 in der Zeit des Nationalsozialismus wurde Ostbevern Musterdorf des Gau Westfalen-Nord. Während des Zweiten Weltkrieges gab es aufgrund des nahegelegenen Flugplatz Münster-Handorf umfangreiche Luftverteidigungseinrichtungen, wie Scheinwerfer- und Flugabwehrkanonen der 22. Flak-Division in der Brandheide der Dorfbauerschaft. Auch waren etwa 200 Kriegsgefangene oder Zwangsarbeiter im Ort ansässig. Viele arbeiteten in der Landwirtschaft und in dem Kasein-Werk am Bahnhof. Beim Tagesangriff auf Münster am 10. Oktober 1943 wurden drei Boeing B-17 über Ostbevern abgeschossen, wobei zehn amerikanische Soldaten starben. Am Abend des 12. September 1944 wurde ein Bomber der Royal Air Force zum Absturz gebracht. Am 19. Februar 1945 schlug eine V-1, die das Ziel verfehlt hatte, in die Beverwiesen vor der Volksschule ein. Am 4. April 1945 wurde Ostbevern nach mehrtägigem Kampf von US-amerikanischen Streitkräften eingenommen. Die Toten ruhen in der Kriegsgräberstätte Ostbevern.
Nach dem Zweiten Weltkrieg wurden die neuangekommenen Flüchtlinge und Heimatvertriebene in der so genannten Eichendorff-Siedlung angesiedelt, etwa zwei km entfernt.
1946 wurde Ostbevern ein Ort im neugebildeten Land Nordrhein-Westfalen.
Im Sondermunitionslager Ostbevern-Schirlheide wurden von 1964 bis 1991 Atomwaffen der US Army und der British Army gelagert.
Am 1. Januar 1975 gelangte der Ortsteil Brock, der bisher der Gemeinde Westbevern angehörte, im Rahmen der Gebietsreform in Nordrhein-Westfalen zu Ostbevern. Aus der Amtsverwaltung wurde eine Gemeindeverwaltung.

### Archiv
Das Archiv der Gemeinde Ostbevern liegt seit 1976 im Kreiszentralarchiv Warendorf.

### Bevölkerungsentwicklung
| Jahr | Einwohner |
| ---- | --------- |
| 1841 | 2.383     |
| 1849 | 2.323     |
| 1861 | 2.334     |
| 1871 | 2.230     |
| 1885 | 2.410     |
| 1900 | 2.432     |
| 1919 | 2.704     |
| 1932 | 2.814     |
| 1939 | 3.027     |
| 1944 | 3.135     |
| 1945 | 4.158     |
| 1946 | 4.051     |
| 1950 | 4.324     |
| 1954 | 4.154     |

| Jahr | Einwohner |
| ---- | --------- |
| 1961 | 04.378    |
| 1970 | 05.108    |
| 1974 | 05.307    |
| 1975 | 06.450    |
| 1980 | 06.767    |
| 1985 | 06.847    |
| 1990 | 07.341    |
| 1992 | 07.929    |
| 1994 | 08.450    |
| 1996 | 08.919    |
| 1998 | 09.569    |
| 2011 | 10.625    |
| 2014 | 10.574    |
| 2022 | 11.500    |

| Jahr | Einwohner | 2024 | 11.741 |

### Konfessionsstatistik
Laut dem Zensus von 2011 gehörten der römisch-katholischen Kirche 6990 und der evangelisch-lutherischen Kirche 1930 Ostbeverner an, was in etwa dem Verhältnis 7/2 entspricht. Mit Stand Jahresende 2021 gehörten 55,6 % (6629) der römisch-katholischen Kirche an und 14,3 waren evangelisch. 30,1 % gehörten einen anderen Glaubensgemeinschaft oder keiner an.

## Politik

### Gemeinderat
Bei der Kommunalwahl im September 2020 gewann die CDU alle 13 Wahlbezirke. Auf sie entfielen 47,52 % der Stimmen. Zweitstärkste Kraft wurde das Bündnis 90/Die Grünen mit 25,29 % der Stimmen. Die FDP musste mit 12,26 % und die SPD mit 14,94 % der Stimmen deutliche Stimmenverluste hinnehmen.
Der Gemeinderat Ostbevern besteht seit der Kommunalwahl 2020 aus 28 Mitgliedern mit folgender Sitzverteilung:
- CDU: 14
- SPD: 4
- FDP: 3
- Bündnis 90/Die Grünen: 7

### Bürgermeister bzw. Amtmann bzw. Maire
erstellt u. a. nach dem Historiker Peter Burg siehe:
- seit 2020 Karl Piochowiak[10]
- 2014–2020 Wolfgang Annen (CDU)[11]
- 2009–2014 Joachim Schindler (Parteilos)
- 1998–2009 Jürgen Hoffstädt (CDU)[12]
- 1988–1998 Hildegard Tünte-Poschmann (CDU)[13]
- 1975–1988 Leo Kordewiner (CDU)
  - Amtmann des Amtes Ostbevern
- 1964–1975 Karl Schniederbernd (CDU)[14] (1925 – 2013)
- 1956–1964 Heinrich Kock
- 1948–1956 Wilhelm Rüschhoff
- 1946–1948 Carl Esser (1901 – 1972)
- 1945–1946 Marcus Krüsmann[15] (1879 – 1964)
- 1945–1945 Heinrich Thyron (20.11.1888 – 23.08.1945, seit 19.05.1945 Bürgermeister, verstorben bei einem Verkehrsunfall)
- 1937–1945 Wilhelm Haase[16] (29.06.1896 – 23.09.1945); Ortsgruppenleiter Heinrich Schwegmann
  - Gemeindevorsteher von Ostbevern
- 1933–1937 Heinrich Thyron (20.11.1888 – 23.08.1945)
- 1913–1933 Konrad Freiherr von Weichs
- 1909–1913 Eichstedt
- 1907–1909 Thier
- 1897–1907 Koch
- 1892–1897 Georg Stamm, Stadtsekretär aus Bocholt
- 1877–1892 Piper
- 1842–1877 Hermann Kesseler vorher Bürgermeister in Everswinkel
  - Bürgermeister der Bürgermeisterei (Preußen)
- 1836–1842 Clemens August Ostman von der Leye[17]
- 1830–1836 Anton Nacke aus Werne
- 1815–1829 Friedrich Hüger aus Roxel[18]
- 1814–1815 Notar Heinrich Burlage aus Telgte
  - Maire des Kanton Ostbevern
- 1808–1814 Friedrich Clemens von Elverfeldt genannt Beverförde zu Werries

### Städtepartnerschaft
Partnerstadt Ostbeverns ist die ehemalige Stadt Loburg in Sachsen-Anhalt, die seit dem 1. Januar 2009 Stadtteil von Möckern ist.

### Wappen, Flagge und Dienstsiegel
Die Gemeinde Ostbevern, die am 1. Januar 1975 die Rechtsnachfolge des aufgelösten Amtes Ostbevern antrat, beschloss am 27. Januar 1975, das dem damaligen Amt Ostbevern am 21. September 1936 durch den Oberpräsidenten der Provinz Westfalen genehmigte und nachstehend beschriebene Wappen fortzuführen. Der Regierungspräsident in Münster erteilte dazu am 7. April 1975 die Genehmigung.
Wappenbeschreibung
„In Gelb (Gold) zwei rote Zickzackbalken, belegt mit einem steigenden Biber mit roter Zunge.“
Die Zickzackbalken sind dem Familienwappen der Herren von Bevern entlehnt. Der Biber ist der Namensgeber der Bever gewesen (der Biber heißt auf Niederdeutsch bever). Die beiden am Fluss gelegenen Siedlungen erhielten daher ihre Namen: Die östliche „Ostbevern“, die westliche „Westbevern“. Auch enthält das Wappen der Elverfeldt genannt von Beverfoerde zu Werries den Biber.
Am 24. Oktober 1985 beschloss die Gemeinde die Annahme des nachstehend beschriebenen Banners und der nachstehend beschriebenen Hissflagge, die der Regierungspräsident in Münster am 28. Mai 1986 genehmigte.
Flaggenbeschreibung
Banner: „Von Gelb und Rot im Verhältnis von etwa 1:3 quadriert, in der Mitte der aufgelegte Wappenschild der Gemeinde.“
Hissflagge: „Von Gelb und Rot quadriert, in der Mitte aufgelegt der Wappenschild der Gemeinde.“
Dienstsiegel
Das Dienstsiegel zeigt, schwarz-weiß angelegt, den Wappenschild der Gemeinde und führt, unten beginnend und im Uhrzeigersinn verlaufend, im Siegelrund die Umschrift GEMEINDE OSTBEVERN.

## Wirtschaft und Infrastruktur
Größere Arbeitgeber sind unter anderem der Elektrotechnikhersteller Friwo Gerätebau, der Fleischverarbeiter Vossko und das Maschinenbauunternehmen Westeria. Auf dem Gestüt Borgmann werden Spring- und Dressurpferde gezüchtet.

### Verkehr
Etwa vier km nordwestlich der Kerngemeinde liegt der Bahnhof Ostbevern an der 1871 eröffneten Bahnlinie Münster–Osnabrück. Zwischen 1906 und 1908 wurde eine Chaussee vom Kirchdorf Ostbeverns zum Bahnhof gebaut.
Ostbevern liegt an der B 51 Münster–Osnabrück, die am südlichen Ortsrand von Ostbevern vorbeiführt. Kreisstraßen verbinden den Ort mit Greven und Warendorf. Der Flughafen Münster/Osnabrück (FMO) ist ca. 15 km entfernt.
Ostbevern ist an einige Fahrradfernwege angeschlossen, u. a. an die 100-Schlösser-Route, die Friedensroute und den Radweg Historische Stadtkerne.

## Kultur und Sehenswürdigkeiten

### Bauwerke

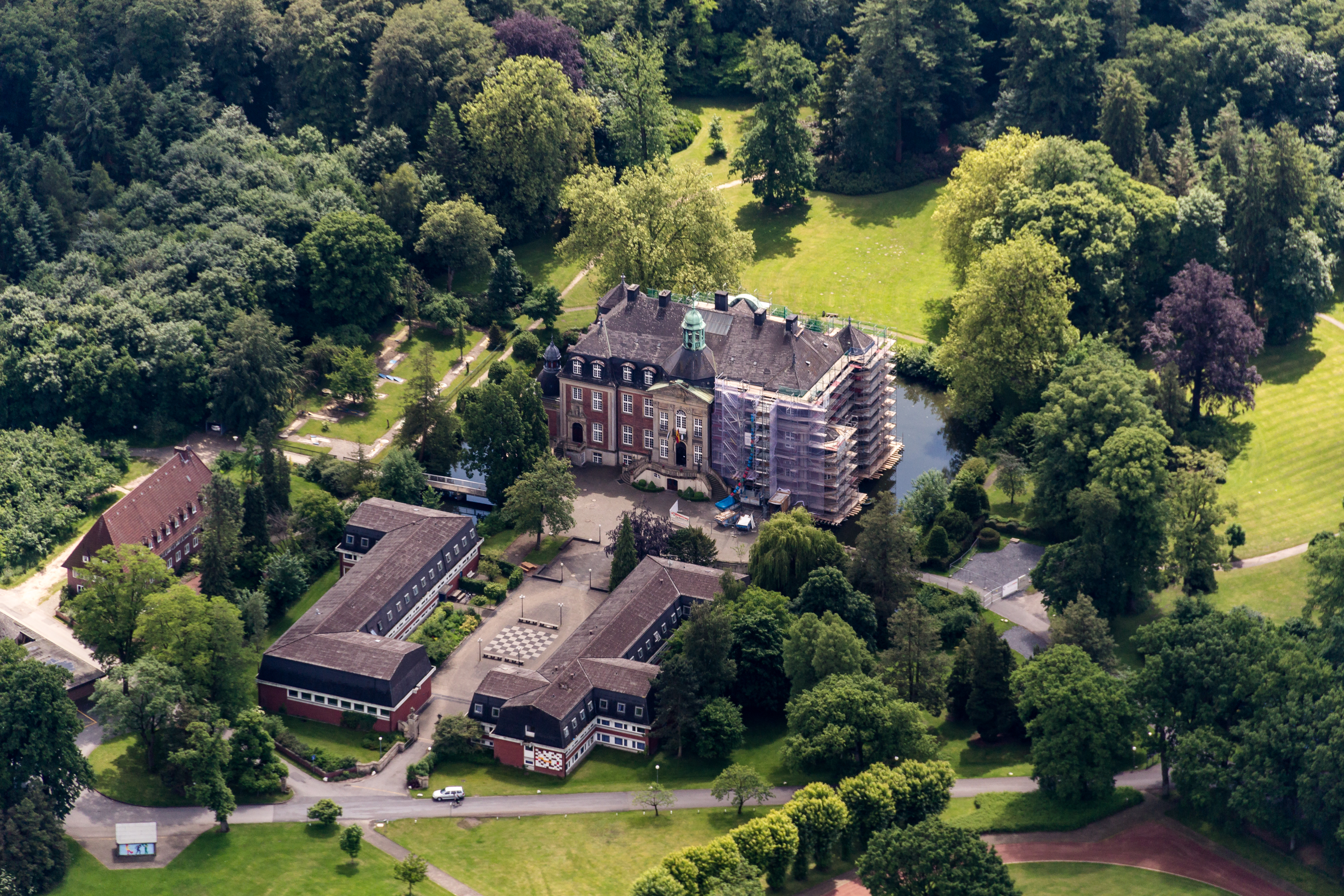
Luftaufnahme des Wasserschlosses Loburg (2014)

- Die St.-Ambrosius-Kirche besteht aus einem großen, 1962 erbauten Schiff, sowie einer kleineren gotischen Kirche aus dem 16. Jahrhundert. Teile des Kirchturms stammen aus dem 12. Jahrhundert.
- Drei der vier Segensstationen der Hagelprozession sind erhalten geblieben: Brinkjans Krüüs, Annakapelle, Heiliger Donatus.
- Am Prozessionsweg entstand die evangelische Christuskirche, welche am 18. November 1956 eingeweiht wurde.
- Im Ortsteil Brock befindet sich die unter Denkmalschutz stehende Herz-Jesu-Kirche
- Eine weitere Sehenswürdigkeit Ostbeverns ist das Wasserschloss Loburg, das heute das Gymnasium Johanneum mit Johannes-Kirche beherbergt.
- Vom Haus Bevern ist nur noch ein Gefängnisturm erhalten. Die Rochuskapelle gehörte ursprünglich zum Haus Bevern.
- Burg Halstenbeck: nicht mehr erhalten. Das Dokumentationszentrum mit den renaturierten Beverauen kann heute besichtigt werden.
- Das Geburtshaus des Bischofs Poggenburg beherbergt heute das Heimathaus.
- Kriegerdenkmal in Ostbevern
- Eichendorff-Gedenkstein
- Seit 1975 unterhält die Gemeinde ein Hallen- und Freibad, das Beverbad.
- Die napoleonische Saxenrast von 1810 wurde 1976 abgerissen, dort steht heute ein modernes Wohnhaus

### Regelmäßige Veranstaltungen
- Frühjahrskirmes
- Leprabasar
- Hagelprozession
- Kastaniensonntag (veranstaltet Wirtschaft Ostbevern e. V.)
- Bauen und Leben (Gewerbeschau zweijährlich)
- Maibaum richten mit anschließendem Tanz in den Mai mit Live-Musik (veranstaltet von der Freiwilligen Feuerwehr Ostbevern)
- Dorfschützenfest (veranstaltet Schützenverein St. Ambrosius Ostbevern)

## Persönlichkeiten
- Hugo Althoff (1884–1960), Stadtbaurat in Breslau und Senator der Freien Stadt Danzig
- Josef Annegarn (1794–1843), katholischer Theologe (Professor für Kirchengeschichte) und Autor; Namensgeber für die Josef-Annegarn-Schule und den Josef-Annegarn-Weg in Ostbevern
- Maria Anna Wilhelmine von Beverförde-Werries (1773 oder 1774–1852), Geliebte von Beethoven, liegt in der Anna-Kapelle begraben
- Bernhard Hermann Köckemann (1828–1892), Apostolischer Vikar der Hawaiischen Inseln
- Aloys Krieg (* 1955), Professor an der RWTH Aachen
- Marcus Krüsmann (1879–1964), unter anderem Bürgermeister des Amtes Ostbevern von 1945 bis 1947
- Wilhelm Heinrich Neuser (1926–2010), evangelischer Theologe, Kirchenhistoriker, Hochschullehrer, wohnte in Ostbevern
- Johannes Poggenburg (1862–1933), Bischof von Münster, Titularerzbischof von Nicopsis
- Wilhelm von Schencking (1555–1585), Bischof von Osnabrück
- Friedrich Bernhard Thüssing (1810–1881), Abgeordneter der deutschen Nationalversammlung in der Frankfurter Paulskirche
- Wolfgang Riesinger (* 1951), Sportler, Brieftaubenzüchter und Autor
- Hermann Wiegmann (* 16. Oktober 1937), Germanist und Gymnasiallehrer